# Рёдерер, Карл
Карл Конрад Рёдерер (нем. Karl Conrad Röderer; 12 июля 1868, Троген — 28 августа 1928, Санкт-Галлен) — швейцарский стрелок, двукратный чемпион летних Олимпийских игр 1900.
На Играх Рёдерер участвовал в соревнованиях по стрельбе из пистолета. В одиночном состязании он занял первое место, набрав 503 очка. В командном его сборная заняла первое место, выиграв золотые медали.